# Europäische Musikschul-Union
Die Europäische Musikschul-Union (EMU – European Music School Union) ist eine internationale Nichtregierungsorganisation, die 1973 gegründet wurde. Die EMU hat 27 Mitglieder aus dem Bereich der musikalischen Bildung, die insgesamt ca. 6000 Institutionen, 150.000 Beschäftigte und 4 Millionen Schüler vertreten.
Die EMU ist Mitglied des Europäischen Musikrats. Derzeitiger Generalsekretär ist Till Skoruppa. Die offiziellen Sprachen der EMU sind Deutsch, Englisch und Französisch.

## Aufgaben
Die Musikschul-Union hat folgende Aufgabe:
1. Förderung der Musikerziehung und der musikalischen Praxis.
2. Zusammenarbeit durch Informationsaustausch in allen die Musikschule betreffenden Fragen.
3. Förderung des Austausches von Studiendelegationen, Lehrern, Schülern, Orchestern, Chören, anderen Musiziergruppen und ähnlichem.
4. Wecken des Interesses der zuständigen Behörden und der Öffentlichkeit an Fragen der Musikerziehung allgemein, der Hinführung zum Laienmusizieren und zum Musikstudium.
5. Mithilfe bei der Gründung und beim Aufbau nationaler Zusammenschlüsse von Musikschulen.
6. Systematische Kontakte zu den interessierten supranationalen Institutionen, etwa zur United Nations Educational, Scientific and Cultural Organisation (UNESCO), zum Internationalen Musikrat (IMC) und seinen internationalen Organisationen.

## Geschichte
Ab 1963 fanden regelmäßige Treffen der nationalen Musikschulverbände Deutschlands, Frankreichs, der Niederlande und Belgien statt. 1973 wurde die EMU offiziell als gemeinnütziger Verein gegründet und bestand zu diesem Zeitpunkt aus acht Mitgliedern.

### Europäisches Jugendmusik Festival (European Youth Music Festivals)
- 1985: München (Deutschland)
- 1989: Straßburg (Frankreich)
- 1992: Eindhoven (Niederlande)
- 1995: Budapest (Ungarn)
- 1998: Barcelona (Spanien)
- 2000: Trondheim (Norwegen)
- 2002: Bern (Schweiz)
- 2004: Malmö (Dänemark und Schweden)
- 2007: Pécs (Ungarn)
- 2009: Linz (Österreich)
- 2012: Emilia-Romagna (Italien)
- 2016: San Sebastián (Spanien)
- 2018: Sneek (Niederlande)
- 2022: Esch an der Alzette (Luxemburg)
- 2025: Katalonien (Spanien)

## Weimarer Deklaration
1999 hat die EMU einstimmig die Weimarer Deklaration verabschiedet. Die Deklaration stützt sich auf grundlegende Texte der UN und der UNESCO zum Recht eines jeden Menschen, und insbesondere der Jugend, musikalische Bildung zu erhalten und Kunst und Kultur zu praktizieren. In der Deklaration fordert die EMU,
- dass Musikschulen als Bestandteil der kulturellen Grundversorgung aller Bürger und damit als eine unverzichtbare öffentliche Aufgabe von den politisch zuständigen Ebenen anerkannt werden.
- dass Musikschulen Gegenstand der Kultur-, Bildungs- und Gesellschaftspolitik bleiben müssen und sich Politik und öffentliche Verwaltungen der Ausgestaltung der öffentlichen Aufgabe „Musikschule“ nicht entziehen dürfen.
- dass privates Sponsoring zwar willkommen ist, aber keine verlässliche Planungsgrundlage darstellt. Ohne öffentliche Förderung kann eine Musikschule ihren Bildungsauftrag nicht erfüllen. Die Gebühren dürfen für niemanden eine Barriere sein.

## Mitglieder
- Aserbaidschan: Baku City Head Office of Culture
- Belgien: Association des Directions des Académies de la région Bruxelles-Capitale
- Bulgarien: Section of Schools with Profiled and Advanced Learning of Music in the Republic of Bulgaria
- Dänemark: Dansk Musikskole Sammenslutning (DAMUSA)
- Deutschland: Verband deutscher Musikschulen (VdM)
- Estland: Estonian Union of Music Schools
- Finnland: Association of Finnish Music Schools
- Frankreich: Fédération Française de l’Enseignement Artistique (FFEA)
- Island: Association of Music School Teachers
- Italien: Italian Association of Music Schools (AldSM)
- Kroatien: Croatian Association of Music and Dance Pedagogues
- Lettland: Association of Latvian Musical Educational Establishments (LMIIA)
- Liechtenstein: Liechtensteinische Musikschule
- Luxembourg: Association des Ecoles de Musique du Grand-Duché de Luxembourg (AEM)
- Norwegen: Norsk kulturskoleråd
- Niederlande: Cultuurconnectie – Sector association for art education and art practice
- Österreich: Konferenz der Österreichischen Musikschulwerke (KOMU)
- Polen: Polish Association of Music Schools (SSM)
- Schweden: Swedish Council of Schools for Music and the Arts
- Schweiz: Verband Musikschulen Schweiz (VMS)
- Serbien: Association of Music and Ballet schools of Serbia
- Slowakei: Association of Elementary Schools of Arts of Slovak Republic “EMU Slovakia” (AESA)
- Slowenien: Zveza slovenskih glasbenih šol (ZSGS)
- Spanien: Union de Escuelas de Musica y Danza (UEMYD)
- Tschechien: Association of Basic Artistic Schools
- Ungarn: Association of Hungarian Music and Art Schools
- Zypern: Cyprus Ministry of Education and Culture

Beobachter: Färöer Inseln

## Vorsitz
- 1973: Diethard Wucher, Deutschland
- 1977: Amin Brenner, Schweiz
- 1980: Heinz Preiss, Österreich
- 1991: Josef Frommelt, Liechtenstein
- 1999: Jan van Muilekom, Niederlande
- 2005: Timo Veijola, Finnland
- 2006: Gerd Eicker, Deutschland
- 2011: Helena Maffli, Schweiz
- 2018: Philippe Dalarun, Frankreich

## Publikationen
- Musik macht Menschen, Utrecht, EMU, 2003
- Gerd Eicker (éd.), Statistical information about the European Music School Union, Utrecht, EMU, 2006
- Gerd Eicker, Gerry Koops (éd.), Music Schools in Europe, Utrecht, EMU, 2010
- Standards for Pre-college Music Education, gemeinsam mit der Association Européenne des Conservatoires (AEC) und der European Association for Music in Schools (EAS), 2018, kofinanziert durch das Kreatives Europa-Programm der Europäischen Union